# Edipo re (film)
Edipo re è un film del 1967 scritto e diretto da Pier Paolo Pasolini, liberamente tratto dall'omonima tragedia di Sofocle e con protagonista Franco Citti nel ruolo di Edipo.
È il primo lungometraggio a colori del regista, dopo l'episodio dal titolo La Terra vista dalla Luna del film collettivo Le streghe del 1967. È stato presentato in concorso alla 28ª Mostra internazionale d'arte cinematografica di Venezia.

## Trama
Un bambino è nato da una giovane coppia negli anni venti nel Nord Italia. Apre per la prima volta gli occhi in un prato, fra le braccia dell'amorevole madre. Il padre, militare di carriera, è geloso del figlio perché teme che possa portargli via l'affetto della moglie. La scena si sposta all'antica Grecia. Un pastore incontra in un territorio desertico un uomo che trasporta un bambino molto piccolo attaccato a un bastone. Quando vede che lo abbandona in terra al proprio destino, lo raccoglie e lo porta al suo signore, Polibo re di Corinto. Costui decide insieme alla moglie Merope di adottarlo perché non possono generare.
Il giovane, Edipo, quando cresce sente un compagno di giochi accusarlo di essere “figlio della fortuna”, cioè un trovatello. Decide di recarsi dall'oracolo al tempio di Apollo a Delfi per interrogarlo sulla propria origine. L'oracolo gli rivela che Edipo ucciderà il padre e andrà a letto con la madre. Sconvolto, Edipo erra evitando le strade per Corinto (dove crede si trovino i suoi veri genitori). Lungo una strada in un territorio desertico si imbatte in un carro che trasporta un uomo con una scorta. L'uomo lo tratta da mendicante e incita i suoi armati a cacciarlo; Edipo fugge, i soldati lo inseguono ma egli riesce a ucciderli affrontandoli uno per uno, quindi torna al carro e in preda al furore trucida l'uomo.
Continuando sulla strada Edipo giunge a Tebe, sfollata dalla popolazione che teme la Sfinge, un mostro che perseguita la città al punto che la regina ha promesso di sposare chiunque riesca a uccidere la bestia. Edipo in preda alla furia riesce a scaraventare nell'abisso la Sfinge, che prima di precipitare lo avverte che non riuscirà a liberarsi del nemico dentro di lui. Edipo diventa dunque marito di Giocasta e re di Tebe, sostituendo il re Laio che è stato di recente ucciso; ma sulla città si abbatte una pestilenza inarrestabile che falcia gli abitanti. Edipo invia il cognato Creonte dall'oracolo di Delfi, costui ritorna con la notizia che gli dei sono irati con Tebe perché in città è presente l'uomo che ha ucciso il precedente re.
Edipo decide di liberare la città e vendicare l'uccisione di Laio come se fosse il proprio padre. Convoca l'indovino cieco Tiresia, che ha timore di parlare, e solo dopo ripetute minacce lo avverte che anche lui entro breve tempo vagherà cieco per il mondo dopo avere scoperto di essere padre e fratello dei suoi figli, figlio e marito di sua moglie, figlio e assassino del padre. Edipo si convince che Tiresia parli per incarico del proprio cognato Creonte, che ambisce a sostituirlo nel regno; tuttavia, la moglie Giocasta gli rivela involontariamente che re Laio fu ucciso insieme alla scorta da uno sconosciuto mentre si recava a Delfi dall'oracolo.
Edipo comprende con orrore di essere lui l'assassino: uscito dal responso dell'oracolo di Apollo, appreso che avrebbe ucciso il padre e giaciuto con la madre, aveva deciso di non tornare a Corinto dai genitori, e preso la via verso Tebe: qui aveva trucidato l'uomo con la scorta. È ancora in vita il vecchio servitore che portò il neonato nel deserto per ordine di Laio e Giocasta, terrorizzati dalla medesima profezia. Scoperta l'orribile verità, Giocasta si toglie la vita, Edipo si strappa gli occhi e abbandona Tebe, vagando di città in città con un flauto, come l'indovino Tiresia aveva predetto. Cambia scena, ai giorni nostri lo stesso attore interpreta un suonatore cieco che vaga vivendo di elemosina e suonando il flauto. Trova pace solo quando ritorna nel prato dove da bambino aveva aperto gli occhi per la prima volta.

## Tematiche
Con questo film, il cui progetto medita già dai tempi di  Accattone, Pasolini fa i conti con il complesso di Edipo e con una certa "ansia autobiografica": dichiara infatti: «in Edipo, io racconto la storia del mio complesso di Edipo. Il bambino del prologo sono io, suo padre è mio padre, ufficiale di fanteria, e la madre, una maestra, è mia madre. Racconto la mia vita mitizzata, naturalmente resa epica dalla leggenda di Edipo». Altro tema del film, come nel seguente  La sequenza del fiore di carta (episodio di Amore e rabbia), è la colpevolezza dell'innocenza, una sorta di rovesciamento del peccato originale: Edipo diviene il simbolo dell'uomo occidentale, reso cieco dalla volontà di non sapere ciò che è, di ignorare la terribile verità della propria condizione, e prosegue dunque il cammino verso la catastrofe.
A fare da contrappunto alla tragedia dell'uomo moderno, c'è l'ambientazione della Grecia antica ricostruita nel Marocco desertico, nel quale Pasolini identifica il mondo della verità, delle radici storiche e culturali, un'isola fuori dal tempo della borghesia contro la quale si indirizza la sua polemica estetica.

## Produzione
Il film è stato girato tra l'aprile e il luglio del 1967, prevalentemente in Marocco, nelle località di Ait-Ben-Haddou, Ouarzazate e Zagora. Alcune scene di interni sono state girate nei teatri di posa della Dino De Laurentiis Cinematografica a Roma, mentre le scene del prologo sono state girate a Casaletto Lodigiano e a Sant'Angelo Lodigiano, e quelle dell'epilogo in vari luoghi di Bologna, tra cui Piazza Maggiore.

## Distribuzione
Il film è stato presentato in anteprima il 3 settembre 1967 alla 28ª Mostra internazionale d'arte cinematografica di Venezia, dove ha concorso per il Leone d'oro.
È stato distribuito nelle sale cinematografiche italiane a partire dal 7 settembre 1967 dalla Euro International Films.

## Riconoscimenti
- 1967 - Mostra internazionale d'arte cinematografica di Venezia[1]
  - In competizione per il Leone d'oro al miglior film
- 1968 - Nastro d'argento[9]
  - Miglior produttore ad Alfredo Bini
  - Migliore scenografia a Luigi Scaccianoce
  - Candidatura per il miglior regista a Pier Paolo Pasolini
  - Candidatura per la migliore fotografia a colori a Giuseppe Ruzzolini
  - Candidatura per i migliori costumi a Danilo Donati
- 1970 - Kinema Junpo Awards[10]
  - Miglior film straniero